# Elimination Chamber 2011
Elimination Chamber 2011 è stata la seconda edizione dell'omonimo evento in pay-per-view prodotto annualmente dalla World Wrestling Entertainment. L'evento si è svolto il 20 febbraio 2011 all'Oracle Arena di Oakland.

## Storyline
Nella puntata di Raw del 31 gennaio Jerry Lawler ha vinto un Raw Rumble match dopo aver eliminato per ultimo King Sheamus, diventando così il contendente n°1 del WWE Champion The Miz. Un match tra The Miz e Lawler con in palio il WWE Championship è stato poi sancito per Elimination Chamber.
Nella puntata di SmackDown del 4 febbraio è stato annunciato un Elimination Chamber match con in palio il World Heavyweight Championship di Edge per Elimination Chamber. Più avanti, la sera stessa, Drew McIntyre (sconfiggendo l'Intercontinental Champion Kofi Kingston), Rey Mysterio (sconfiggendo Jack Swagger), Kane (sconfiggendo Chavo Guerrero) e Wade Barrett (sconfiggendo Big Show) hanno vinto i loro rispettivi incontri per qualificarsi all'omonimo match di Elimination Chamber, mentre Dolph Ziggler (che era stato sconfitto da Edge alla Royal Rumble) è stato poi direttamente nominato dalla consulente dello show, Vickie Guerrero, come ultimo partecipante. Nella puntata di SmackDown del 18 febbraio la Guerrero, dopo che Edge aveva colpito Ziggler con la Spear proibita la settimana precedente, ha privato Edge del titolo per poi assegnarlo a Ziggler, che ha così conquistato il World Heavyweight Championship per la prima volta, diventando il nuovo campione. Poco dopo, il rientrante General Manager di SmackDown, Theodore Long, ha tuttavia reso il titolo di Ziggler vacante per poi indire un immediato incontro tra Ziggler stesso e Edge, vinto poi da quest'ultimo, il quale lo ha riconquistato per la settima volta. Successivamente, dopo aver licenziato la Guerrero dal ruolo di sua consulente, Long ha anche estromesso Ziggler dall'omonimo match di Elimination Chamber, sostituendolo poi con Big Show.
Nella puntata di Raw del 31 gennaio il General Manager anonimo ha annunciato un Elimination Chamber match per l'omonimo evento con in palio lo status di contendente n°1 al WWE Championship per WrestleMania XXVII, nominando poi CM Punk, Randy Orton, King Sheamus, John Morrison, John Cena e R-Truth come partecipanti all'incontro.
Nella puntata di SmackDown del 4 febbraio l'Intercontinental Champion Kofi Kingston è intervenuto per salvare Hornswoggle dall'attacco di Alberto Del Rio, vincitore del Royal Rumble match, con quest'ultimo che lo ha tuttavia brutalmente colpito con una kendo stick. Nella puntata di SmackDown dell'11 febbraio, dopo che Kingston aveva colpito Del Rio con una kendo stick per vendicarsi dell'attacco subito la settimana prima, è stato annunciato un match tra i due per Elimination Chamber, senza però il titolo di Kingston in palio.
Nella puntata di SmackDown del 4 febbraio il Corre (Heath Slater e Justin Gabriel) ha sconfitto i WWE Tag Team Champions Santino Marella e Vladimir Kozlov in un incontro non titolato, ottenendo così un match per i loro titoli di coppia. Un match per il WWE Tag Team Championship tra Marella e Kozlov contro il Corre è stato poi sancito per Elimination Chamber.

## Risultati
| #       | Match                                                                                | Stipulazioni                                                                    | Durata |
| ------- | ------------------------------------------------------------------------------------ | ------------------------------------------------------------------------------- | ------ |
| Kickoff | Daniel Bryan (c) ha sconfitto Ted DiBiase Jr. per sottomissione                      | Single match per il WWE United States Championship                              | —      |
| 1       | Alberto Del Rio (con Ricardo Rodríguez) ha sconfitto Kofi Kingston per sottomissione | Single match                                                                    | 10:30  |
| 2       | Edge (c) ha sconfitto Big Show, Drew McIntyre, Kane, Rey Mysterio e Wade Barrett     | Elimination chamber match per il World Heavyweight Championship                 | 31:30  |
| 3       | Heath Slater e Justin Gabriel hanno sconfitto Santino Marella e Vladimir Kozlov (c)  | Tag team match per il WWE Tag Team Championship                                 | 05:08  |
| 4       | The Miz (c) (con Alex Riley) ha sconfitto Jerry "The King" Lawler                    | Single match per il WWE Championship                                            | 12:10  |
| 5       | John Cena ha sconfitto CM Punk, John Morrison, Randy Orton, R-Truth e Sheamus        | Elimination chamber match per determinare il primo sfidante al WWE Championship | 33:12  |

Elimination chamber match di SmackDown
| N° eliminazione | Wrestler      | N° ingresso | Eliminato da | Tempo |   |
| --------------- | ------------- | ----------- | ------------ | ----- | - |
| 1°              | Wade Barrett  | 3°          | Big Show     | 18:48 |   |
| 2°              | Big Show      | 6°          | Kane         | 20:54 |   |
| 3°              | Drew McIntyre | 5°          | Kane         | 21:09 |   |
| 4°              | Kane          | 4°          | Edge         | 22:50 |   |
| 5°              | Rey Mysterio  | 2°          | Edge         | 31:30 |   |
| Vincitore       | Edge (c)      | 1°          | —            | —     | — |

Elimination chamber match di Raw
| N° eliminazione | Wrestler      | N° ingresso | Eliminato da  | Tempo |   |
| --------------- | ------------- | ----------- | ------------- | ----- | - |
| 1°              | R-Truth       | 5°          | King Sheamus  | 17:31 |   |
| 2°              | Randy Orton   | 3°          | CM Punk       | 21:33 |   |
| 3°              | King Sheamus  | 2°          | John Morrison | 25:16 |   |
| 4°              | John Morrison | 1°          | CM Punk       | 32:50 |   |
| 5°              | CM Punk       | 6°          | John Cena     | 33:12 |   |
| Vincitore       | John Cena     | 4°          | —             | —     | — |